# Kereklevelű magyaltölgy

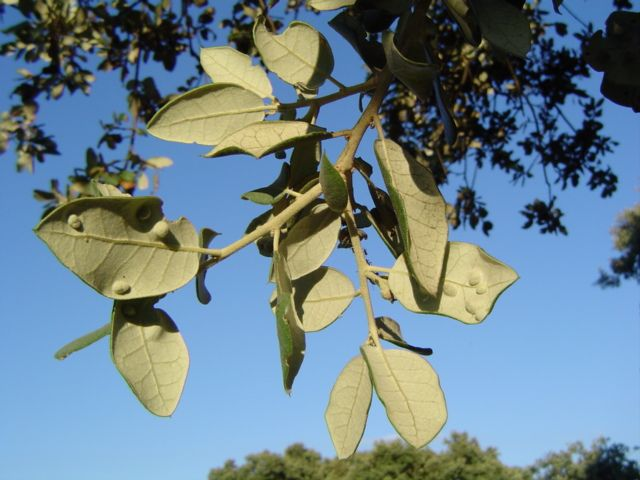
Levelei

A kereklevelű magyaltölgy (Quercus ilex subsp. rotundifolia)  a bükkfafélék (Fagaceae) családjába tartozó magyaltölgy (Quercus ilex) egy alfaja. Egyes rendszertanok külön fajnak tekintik Quercus rotundifolia néven.

## Előfordulása
Délnyugat-Európában honos.

## Jellemzése
Megjelenése mindenben a közönséges magyaltölgyére (Quercus ilex subsp. ilex) emlékeztet, csak levelei szélesebbek, és makkja valamivel édesebb.

## Felhasználása
Ehető termését Dél-Európában az emberek is rendszeresen fogyasztották, illetve fogyasztják.